# The Last of Tha Pound
The Last of Tha Pound – drugi album kompilacyjny hip-hopowego zespołu Tha Dogg Pound. Został wydany 27 kwietnia 2004 roku nakładem wytwórni Gangsta Advisory.

## Lista utworów
1. Don't Stop, Keep Goin (Original Unreleased Version) (featuring Nas)
2. It Ain't My Fault (Pussy-Eater Cum-Hand Marion) (featuring Bad Azz)
3. What Tha People Say
4. School Yard (D.P.G.C. High)
5. Got to Get It Get It (featuring Foxy Brown)
6. Some Likk Coochie & Some Likk Di'K
7. Stories of Hoez We Know
8. Jakkmove (featuring Outlawz)
9. We R Them Dogg Pound Gangstaz
10. Started